# Mleczkowo (powiat giżycki)
Mleczkowo (niem. Reichenhof) – osada mazurska w Polsce położona w województwie warmińsko-mazurskim, w powiecie giżyckim, w gminie Ryn.
W latach 1975–1998 miejscowość należała administracyjnie do województwa suwalskiego.